# 汪長南
汪長南（葡萄牙語：Wong Cheong Nam），出生於中華人民共和國湖北武漢，畢業於南京大學化學系。曾任大學講師。現於澳門衛生局工作。其同父異母妹妹汪長詩，曾嫁予前中華民國總統蔣經國次子蔣孝武，惟二人早於1973年離異。
曾於1988年第四屆澳門立法會選舉中以第三候選人身份取得一議席（有鑑於此，澳葡政府修改選舉辦法，令第三候選人幾乎無法當選），但其後與原所屬組織友誼協進會分道揚鑣後，歷屆立法會選舉以澳門民主民生協進會身分參選，惟未有連任。其以反對輸入外地勞動力及爭取澳門居民在內地子女家庭團聚為訴求。2009年未再有參選。
歷任第一至三屆澳門特別行政區行政長官選舉委員會成員。